# Comicキャンドール
『comicキャンドール』（コミックキャンドール）は、実業之日本社が発行していた成人向け漫画雑誌（18禁非指定）。2003年12月26日創刊。『週刊漫画サンデー』の臨時増刊扱い。毎月29日発売。判型はB5判の中綴じ。2011年10月29日発売のVol.95（同年12月号）をもって休刊した。
本項では、後継誌の『コミックキューガール』についても記述する。

## 概要
純愛系エロ漫画の連載が中心で、読み切り、鬼畜系、凌辱系は少なかった。
2000年代初頭の「萌え」ブームの影響が強く、『週刊漫画サンデー』の臨時増刊扱いでもあったことから、性行為の濃厚な描写よりもそれに至るまでの「萌え」のストーリーが重視されており、時には行為はおろか性器の露出さえもない作品（回）も存在した。
前身は『COMIC激ガール』（実業之日本社）で、2003年12月26日にリニューアル創刊。初期には前身雑誌の名残りで、巻頭グラビアや袋とじグラビアが掲載されていたが、Vol.29からは掲載されなくなり、純粋な漫画雑誌となっている。

## 表紙
雑誌名ロゴタイプは創刊号から継続して同じ物が使われていたが、Vol.92で刷新されている。
キャッチコピーは、Vol.53からVol.62まで「超高感度! エロ×萌え満たんコミック誌♥」（表紙）、「エロ×萌え美少女満載コミック誌!!」（背表紙）が使用されていた。それ以外の号でも「萌え」や「美少女」等の単語が多用されているが、キャッチコピーに一貫性はない。
カバーイラストは、創刊号からVol.7までにしき義統が担当。Vol.8から最終号のVol.95まであずまゆきが表紙イラストを担当した。あずまは連載のない月でも表紙イラストは欠かさず執筆しており、表紙イラストを使用したテレホンカードの応募者全員有料サービスが実施されていた。
なお、表紙イラスト（カバーガール）にはコンセプトがあり、読者投稿で募集した名前や特徴をイメージ化して描かれていた。これらの表紙イラストは『あずまゆき画集 four colors』にすべて収録されている。
業界の自主規制でのシール留めは青透明シール2枚である。以前は表紙の質が若干悪く、発売直後であっても綺麗に剥がすことが難しかったが、Vol.73から改善されている。

## 号数表記
表紙及び背表紙では「VOL.○○」、誌面（目次、次回予告、プレゼント応募用紙）では「vol.○○」や「○○号」、実業之日本社のウェブサイトでは「No.○○」と表記にゆれがある。なお、本項では便宜上「Vol.○○」と表記する。

## 休刊時の掲載作品
- メイドはミラクル（琴の若子）：2007 Vol.47 - 2011 Vol.95
- らぶしぇるたぁ（あずまゆき）：2010 Vol.75 - 2011 Vol.95
- 桜色ぶりざぁど（むつきつとむ）：2010 Vol.77 - 2011 Vol.95
- ヤドカリシスターズ（ふうたまろ）：2010 Vol.87 - 2011 Vol.95
- あにぱら!（東雲龍）：2011 Vol.89 - 2011 Vol.95 ※隔月連載
- デスペラード・ハニー!（戸田陽近）：2011 Vol.90 - 2011 Vol.95 ※不定期連載

## 終了した主な連載作品
- メイドロイド雪之丞（井荻寿一）：2004 Vol.1 - 2006 Vol.27 ※隔月連載
- 奥様deナイト（琴の若子）：2004 Vol.1 - 2006 Vol.25
- カフェ・デリシャス!!（中田ゆみ）：2004 Vol.1 - 2005 Vol.13
- ボクの番台さん（あずまゆき）：2004 Vol.2 - 2007 Vol.42
- 渡良瀬医院へようこそ（みた森たつや）：2004 Vol.3 - 2005 Vol.18
- ボクのアダルトヴィーナス（ふうたまろ）：2004 Vol.8 - 2005 Vol.16
- 女神さまの言うとおり（中田ゆみ）：2005 Vol.16 - 2006 Vol.31
- 煽情的家族（ふうたまろ）：2005 Vol.28 - 2007 Vol.37
- みこもえ（琴の若子）：2006 Vol.26 - 2007 Vol.43
- りかちゃんはうす（あまなつまこと）2006 Vol.29 - 2007 Vol.39
- DEEPS 潜入捜査官・美姫（井荻寿一）：2006 vol.29 - 2009 Vol.67
- 桃色ぴーナッツ（むつきつとむ）：2006 Vol.30 - 2008 Vol.52
- 加納家の事情（小石川ふに）：2006 Vol.32 - 2009 Vol.70
- 少年少女は××する（陸乃家鴨）：2007 Vol.38 - 2007 Vol.46 ※隔月連載
- 先輩熱（まだ子）：2007 Vol.38 - 2008 Vol.52 ※不定期連載
- 奥さまは生徒会長[4]（中田ゆみ）：2007 Vol.39 - 2007 Vol.47
- ひめゆら（西野映一）：2007 Vol.39 - 2007 Vol.48
- ぷち☆うぃっち（あまなつまこと）：2007 Vol.41 - 2007 Vol.46
- うらかたっ!（みた森たつや）：2007 Vol.42 - 2008 Vol.58 ※隔月連載
- かみing♥ど〜る（あずまゆき）：2007 Vol.45 - 2009 Vol.73
- 少女の妄想はいつひらく?（陸乃家鴨）：2007 Vol.48 - 2009 Vol.64 ※隔月連載
- アナよび（ふうたまろ）：2007 Vol.48 - 2008 Vol.57
- ツンな彼女がデレるまで（西野映一）：2008 Vol.49 - 2008 Vol.59
- ぷりくり（あまなつまこと）：2008 Vol.51 - 2008 Vol.58
- 放課後ヲトメ倶楽部（すずきみら）：2008 Vol.51 - 2008 Vol.59 ※隔月連載
- イトシイ×イトオシイ（いわまよしき）：2008 Vol.54 - 2010 Vol.80 ※不定期連載
- ロマンス地獄（むつきつとむ）：2008 Vol.55 - 2009 Vol.66
- 言いなり☆プリンセス（中田ゆみ）：2008 Vol.56 - 2009 Vol.73 ※隔月連載
- 幼なじみ（みこくのほまれ）：2008 Vol.57 - 2009 Vol.65
- さくら 艶色退魔録（凪妖女）：2008 Vol.59 - 2009 Vol.67
- となりのアサミさん（ふうたまろ）：2008 Vol.59 - 2009 Vol.67
- 蜜Do萌え!（由河朝巳）：2008 Vol.59 - 2009 Vol.68
- さんぴ〜っ!（あまなつまこと）：2008 Vol.60 - 2009 Vol.67
- よめはいむ（西野映一）：2008 Vol.61 - 2009 Vol.70
- オッパイ!! ボイン学園（英丸）：2009 Vol.66 - 2010 Vol.79 ※隔月連載
- はつこい（みこくのほまれ）：2009 Vol.66 - 2010 Vol.74
- むくろのまちのなかまたち（みた森たつや）：2009 Vol.66 - 2010 Vol.80（※初回掲載は2009 Vol.62）
- なな子Mystery（井荻寿一）：2009 Vol.69 - 2010 Vol.81 ※隔月連載
- バステティシャン（大島永遠）：2009 Vol.69 - 2010 Vol.82
- 夜の風紀委員御手洗華子さん（凪妖女）：2009 Vol.69 - 2010 Vol.79
- レン×アイTwins（由河朝巳）：2009 Vol.70 - 2010 Vol.78
- 同棲同盟（ゆうきつむぎ）：2009 Vol.71 - 2010 Vol.79
- ひめ・ごと（東雲龍）：2009 Vol.72 - 2011 Vol.87 ※隔月連載
- ぴんくぐろぅあっぷれぃ（西野映一）：2009 Vol.72 - 2010 Vol.80
- ハルカノ（あまなつまこと）：2010 Vol.74 - 2010 Vol.76
- ボク☆すき（みこくのほまれ）：2010 Vol.75 - 2010 Vol.83
- ヌードになったら（ふうたまろ）：2010 Vol.76 - 2010 Vol.84
- 放課後コスプレッスン（あまなつまこと）：2010 Vol.79 - 2011 Vol.88
- つばき-艶華乱舞抄-（凪妖女）：2010 Vol.80 - 2011 Vol.92
- カフェ・みら（ゆうきつむぎ）：2010 Vol.81 - 2011 Vol.89
- ちぇりっしゅきっす（西野映一）：2010 Vol.83 - 2011 Vol.91
- S.C.Bキュ〜ピット（ゆうきつむぎ）：2010 Vol.91 - 2011 Vol.94
- いやしてあ・げ・る（蒔野靖弘）：2007年6月 単行本発売
- らぶ2ぱっく（由河朝巳）2011年Vol.81 - 2011年Vol.89

## 他誌との関連
シュベール出版で発行されていた『COMIC零式』の休刊を受け、スタジオDNAから移籍してきた編集者によるリニューアル創刊だったため、大島永遠、中田ゆみ、むつきつとむなど、作家陣の一部を継承していた。
同時代的には、双葉社発行の『メンズヤング』『コミックハイ!』と作家、読者層が重複していた。

## コミックキューガール
休刊してから半年後の2012年3月に、後継誌として『コミックキューガール』（COMIC CUTEGIRL）を創刊することを発表、同年4月26日に創刊号の6月号（No.1）を発行した。コンセプトとしてはクールなデザインを前面に推した美少女作品を掲載した萌え系漫画雑誌としており、あずまや凪妖女などの『キャンドール』連載陣のほか、克・亜樹やガビョ布なども執筆していた。雑誌コードや発売日、『週刊漫画サンデー』の臨時増刊扱いなどは『キャンドール』と同一だが、B5判・平綴じ（無線綴じ）・折り込み特殊表紙を採用するなど『COMICすもも』などに近い。お色気度についても具体的な性描写はなく一部の漫画に女性のヌードシーンがある程度と『キャンドール』よりもソフトであり一般青年誌並みに抑えられていることから、前身の『キャンドール』と同様に18禁表示もなく、シール留めも行っていない。
しかし、4月26日の創刊号発売日当日に、あずまや表紙イラストを手がけたrefeiaなど、執筆した作家がブログやTwitterで「この創刊号で休刊することを告げられた」と公表された。一部地域では入手困難となり、Amazon.co.jpなどでは中古商品がプレミア付きで販売される状態となった。休刊理由として実業之日本社は「キャンドールとは違う路線の雑誌となるはずだったが、できたのがキャンドールの路線に近く、会社の計画と現場の考えのギャップが埋めきれなかったため」としている。
翌2013年には、本体であった『漫画サンデー』も休刊したため、実業之日本社は男性向け漫画誌から撤退することとなった。
【収録作品】（掲載順）
- 表紙イラスト（refeia）
- 魔縫×少女（ステッチガール）（しかげなぎ）
- ★おでこの未来★（克・亜樹）
- いろかみ-irokami-（渡真仁）
- 恋仲みっくす（水鳥なや）
- おふろのともだちフロバディ（げろたん）
- 白くて三角でリボンのついた…☆（ガビョ布）
- cos-chu♥（あずまゆき）
- だってキュンキュンしちゃうんだもん！（小石川ふに）
- ミキちゃんは運が（ツイて）ないっ（みこくのほまれ）
- デスペラード♥ハニー！（戸田陽近）
- わがまま右手系女子♥（太田虎一郎）
- 少女妄想タブレット（ゆうきつむぎ）
- おんえあ！（いちば仔牛）
- いんすたんと！吸血姫（ヴァンパイア）♥（凪妖女）
- 今日は私がおにいちゃん係（西野映一）
- カナデのソラ（紅林直／原作：狩野シロ／シナリオスーパーバイザー：吉田玲子）

なお、掲載された下記の漫画は、他誌で改めて連載再開されている。
- cos-chu♥（あずまゆき）→ 秋田書店『ヤングチャンピオン烈』2012年No.10で連載再開[10]
- 少女妄想タブレット（ゆうきつむぎ）→一迅社『月刊ComicREX』2012年12月号で連載再開[11]

## 関連書籍
- あずまゆき著『あずまゆき画集 four colors 』 実業之日本社、2011年12月8日 ISBN 978-4-408-61275-1